# Cumulonimbus calvus
Il cumulonimbus calvus è una nube moderatamente alta e in grado di produrre precipitazioni, ma che non ha ancora raggiunto la tropopausa, cioè l'altezza di stabilità stratosferica a cui evolve in  cumulonimbus capillatus o cumulonimbus incus.
Si sviluppano a partire dal cumulus congestus; in condizioni opportune possono ulteriormente evolvere in  cumulonimbus incus.

## Caratteristiche principali
Questo tipo di nubi consiste principalmente di goccioline d'acqua che, dato il forte sviluppo verticale del genere cumulonimbus, alla sommità tendono a trasformarsi in cristalli di ghiaccio. Tuttavia il contenuto di cristalli di ghiaccio è piuttosto limitato e il congelamento è ancora nella fase iniziale; la nube pertanto riesce a mantenere una sommità di forma arrotondata e soffice.
Il cumulonimbus calvus si distingue dalle altre specie di cumulonimbus per le forme arrotondate e i bordi ancora netti delle sue parti superiori, a differenza del cumulonimbus incus o del cumulonimbus capillatus che invece hanno sommità cirriformi. Nel corso del suo sviluppo il calvus tende a perdere le linee nette della sommità in quanto una quantità via via crescente di goccioline d'acqua si trasforma in cristalli di ghiaccio. Le correnti ascendenti possono formare un pileus o sottili strisce verticali che si protendono fuori della nube. Con l'aumentare del congelamento della parte sommitale della nube, compaiono le formazioni cirriformi e il cumulonimbus calvus  si trasforma in un'altre specie di cumulonimbus.
Il cumulonimbus calvus arcus è una sottospecie del calvus caratterizzata da un arcus davanti alla parte frontale della nube.
La nube si forma tra i 1500-2000 m s.l.m. dall'unione di diverse nubi temporalesche trasportate dal vento. Dapprima inizia a girare fino a quando non assume una forma tipica di nube cumulonembo senza incudine.

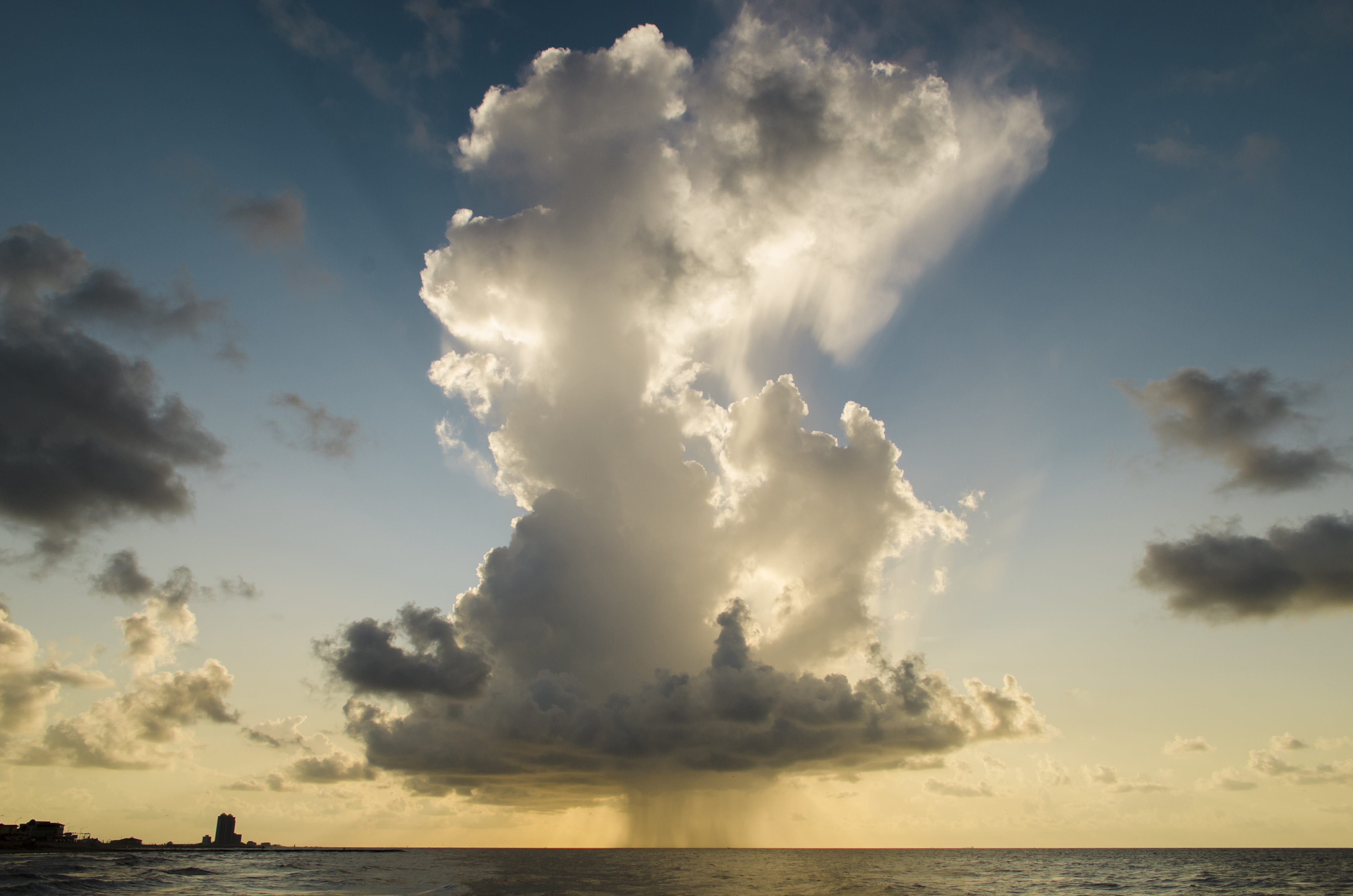
Cumulonimbus calvus nel Golfo del Messico

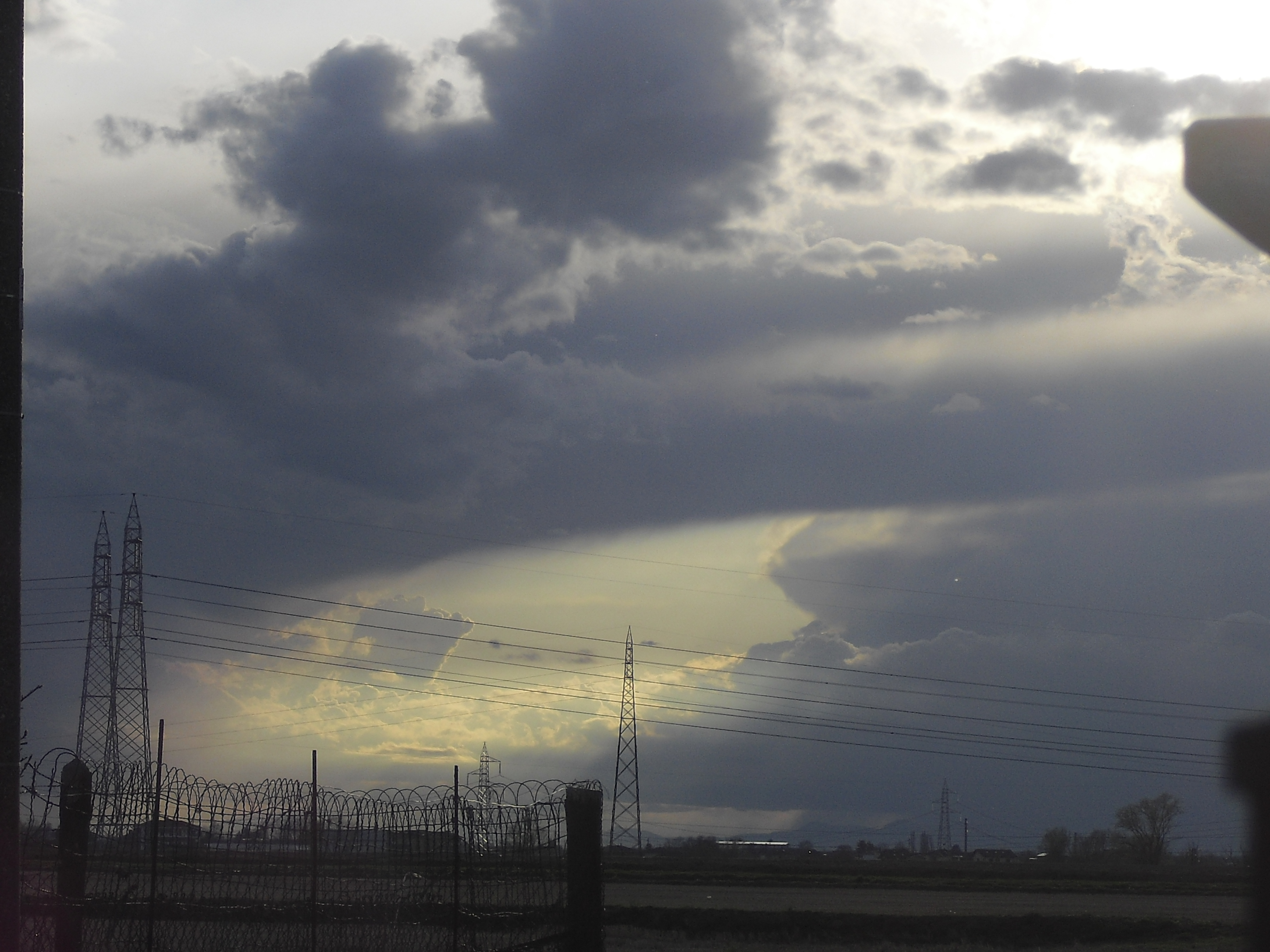
calvus in formazione

## Periodo di "attività" e forza
La nube temporalesca si sviluppa specialmente nei periodi caldi (estate e una parte dell'autunno). Il calvus è uno dei cumulonembi più potenti. Il nome "calvus" deriva dalla sua forma "calva senza incudine" tipica dei cumulonembi normali.